# Bituima (ort)
Bituima är en ort i Colombia.   Den ligger i departementet Cundinamarca, i den centrala delen av landet, 60 km nordväst om huvudstaden Bogotá. Bituima ligger 1 364 meter över havet och antalet invånare är 473.
Terrängen runt Bituima är kuperad åt sydost, men åt nordväst är den bergig. Runt Bituima är det tätbefolkat, med 266 invånare per kvadratkilometer. Närmaste större samhälle är Villeta, 16,9 km norr om Bituima. I omgivningarna runt Bituima växer i huvudsak städsegrön lövskog.